# 快軌

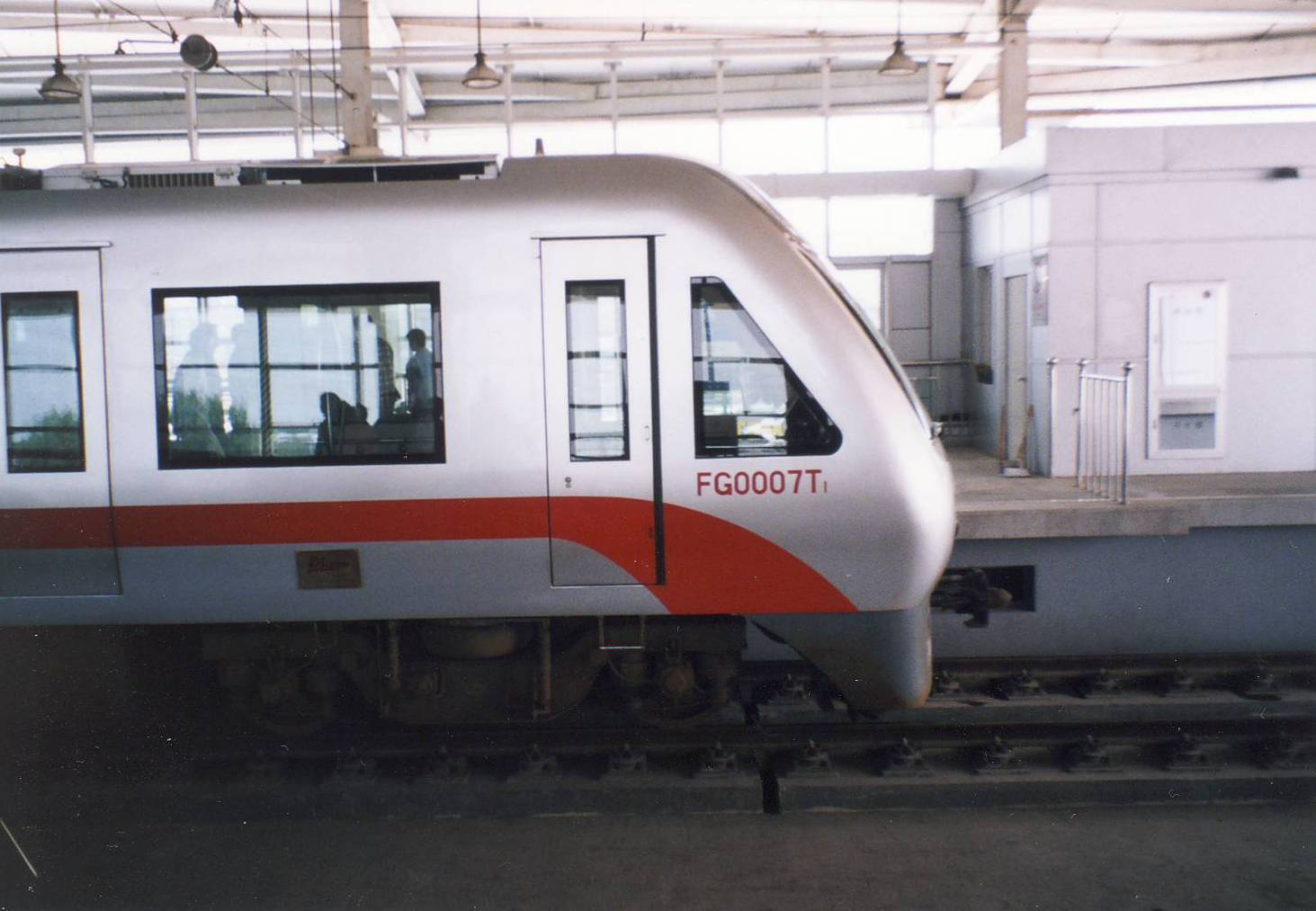
DLoco FG型

快軌（英文：Rapid transit）是一種城市快速軌道交通形式，其實就是通勤鐵路的一種，衹不過是市域地鐵，與市區地鐵相對。

## 區別
快軌、地鐵、輕軌、有軌電車四者的區別主要是運輸能力的不同。
地鐵一般是A型車和B型車，5到8個車廂；輕軌一般是C型車，2到4個車廂；快軌一般是B型車，2到4個車廂；而有軌電車一般是1到2個車廂。

## 代號
在中國大陸，系統代號中的R或U'、S一般代表快軌，如R1、R2等等；M代表地鐵，如M1、M2等等；L代表輕軌，如L1、L2等等；T代表有軌電車，如T1、T2等等。

## 外部連結
- 重庆首条都市快轨6月开工 主城半小时到铜梁[永久]
- 重庆造都市快轨列车或年内亮相 时速140公里试跑